# Medaglia d'Oro
Medaglia d'Oro, né le 11 avril 1999, est un cheval de course américain, de race pur-sang anglais. Compétiteur doué, il est devenu un étalon à succès, père notamment des champions Songbird, Rachel Alexandra et Golden Sixty.

## Carrière de courses
Ce grand poulain toisant 1,68 m ne court qu'une fois à la toute fin de son année de 2 ans, sous les couleurs de ses éleveurs et l'entraînement de David Vance. Il réapparaît dès février pour remporter brillamment son maiden, ce qui lui vaut d'être vendu et confié au grand entraîneur Robert Frankel. Sous ses nouvelles couleurs, il enchaîne avec une victoire dans les San Felipe Stakes qui le place sur la route de la Triple Couronne. Il échoue toutefois d'une tête pour son premier groupe 1, les Wood Memorial Stakes, mais s'élance tout de même parmi les favoris du Kentucky Derby où il termine au pied du podium tandis que War Emblem s'envole en tête. Inexistant ensuite dans les Preakness Stakes, eux aussi remportés par War Emblem, il se hisse à la deuxième place de la dernière manche de la Triple Couronne, les Belmont Stakes, tandis que War Emblem voit ses rêves de gloire s'envoler. Durant l'été, Medaglia d'Oro prend la route de Saratoga où il explose un peloton de 14 longueurs dans un groupe 2 puis s'adjuge les très prisés Travers Stakes. Un succès de prestige qui lui vaut de s'élancer dans la peau du favori dans le Breeders' Cup Classic, dans lequel il est nettement défait par l'outsider Volponi. Sa belle saison lui vaut de finir deuxième de War Emblem pour le titre de 3 ans de l'année. 
En 2003, Medaglia d'Oro enchaîne deux victoires faciles au niveau groupe 2, puis en août il prend sa revanche sur Volponi dans le Whitney Handicap, son deuxième groupe 1. En revanche il ne peut rien contre Candy Ride, qui s'adjuge la victoire et le record des 2 000 mètres de Del Mar dans le Pacific Classic. Et rien non plus contre le petit outsider Pleasantly Perfect qui le prive une nouvelle fois d'un succès de prestige dans le Breeders' Cup Classic. On le retrouve à 5 ans, en 2004, pour une victoire de rentrée dans le Donn Handicap, un groupe 1, en prélude à des adieux programmés dans la Dubaï World Cup, où il subit une nouvelle fois la loi de Pleasantly Perfect. Sur ce, il rentre au haras.   

### Résumé de carrière
| Date        | Hippodrome      | Pays        | Course                | Statut      | Distance    | Jockey         | Place       | Écart       | Vainqueur ou deuxième |
| 2001, 2 ans | 2001, 2 ans     | 2001, 2 ans | 2001, 2 ans           | 2001, 2 ans | 2001, 2 ans | 2001, 2 ans    | 2001, 2 ans | 2001, 2 ans | 2001, 2 ans           |
| ----------- | --------------- | ----------- | --------------------- | ----------- | ----------- | -------------- | ----------- | ----------- | --------------------- |
| 7 décembre  | Turfway Park    | États-Unis  | Maiden                |             | 1 200 m     | J.-P. Lopez    | 2e / 12     | 2 ¾         | Spicey Marcloud       |
| 2002, 3 ans |                 |             |                       |             |             |                |             |             |                       |
| 9 février   | Oaklawn Park    | États-Unis  | Maiden                |             | 1 200 m     | J.-P. Lopez    | 1er / 10    | 4 ¼         | Tallest Timber        |
| 17 mars     | Santa Anita     | États-Unis  | San Felipe Stakes     | Gr. 2       | 1 700 m     | L. Pincay, Jr. | 1er / 6     | 2 ½         | USS Tinosa            |
| 16 juin     | Aqueduct        | États-Unis  | Wood Memorial Stakes  | Gr. 1       | 1 800 m     | L. Pincay, Jr. | 2e / 8      | tête        | Buddha                |
| 4 mai       | Churchill Downs | États-Unis  | Kentucky Derby        | Gr. 1       | 2 000 m     | L. Pincay, Jr. | 4e / 20     |             | War Emblem            |
| 18 mai      | Pimlico         | États-Unis  | Preakness Stakes      | Gr. 1       | 1 900 m     | J. Bailey      | 8e / 13     |             | War Emblem            |
| 8 juin      | Belmont Park    | États-Unis  | Belmont Stakes        | Gr. 1       | 2 400 m     | K. Desormeaux  | 2e / 12     | 1/2         | Sarava                |
| 4 août      | Saratoga        | États-Unis  | Jim Dandy Stakes      | Gr. 2       | 1 800 m     | J. Bailey      | 1e / 12     | 14          | Gold Dollar           |
| 24 août     | Saratoga        | États-Unis  | Travers Stakes        | Gr. 1       | 2 000 m     | J. Bailey      | 1er / 8     | 1/2         | Repent                |
| 26 octobre  | Arlington Park  | États-Unis  | Breeders' Cup Classic | Gr. 1       | 2 000 m     | J. Bailey      | 2e / 12     | 6 ½         | Volponi               |
| 2003, 4 ans |                 |             |                       |             |             |                |             |             |                       |
| 1er février | Santa Anita     | États-Unis  | Strub Stakes          | Gr. 2       | 1 800 m     | J. Bailey      | 1er / 6     | 7           | Olmodavor             |
| 5 avril     | Oaklawn Park    | États-Unis  | Oaklawn Handicap      | Gr. 2       | 1 800 m     | J. Bailey      | 1er / 5     | 2 ¾         | Slider                |
| 5 août      | Oaklawn Park    | États-Unis  | Whitney Handicap      | Gr. 1       | 1 800 m     | J. Bailey      | 1er / 8     | 1           | Volponi               |
| 24 août     | Del Mar         | États-Unis  | Pacific Classic       | Gr. 1       | 2 000 m     | J. Bailey      | 2e / 5      | 3 ¼         | Candy Ride            |
| 25 octobre  | Arlington Park  | États-Unis  | Breeders' Cup Classic | Gr. 1       | 2 000 m     | J. Bailey      | 2e / 12     | 1 ½         | Pleasantly Perfect    |
| 2004, 5 ans |                 |             |                       |             |             |                |             |             |                       |
| 7 février   | Gulfstream Park | États-Unis  | Donn Handicap         | Gr. 1       | 1 800 m     | J. Bailey      | 1er / 8     | 4 ¾         | Frosted               |
| 27 mars     | Nad Al Sheba    | Dubaï       | Dubai World Cup       | Gr. 1       | 2 000 m     | J. Bailey      | 2e / 12     | 3/4         | Pleasantly Perfect    |

## Au haras

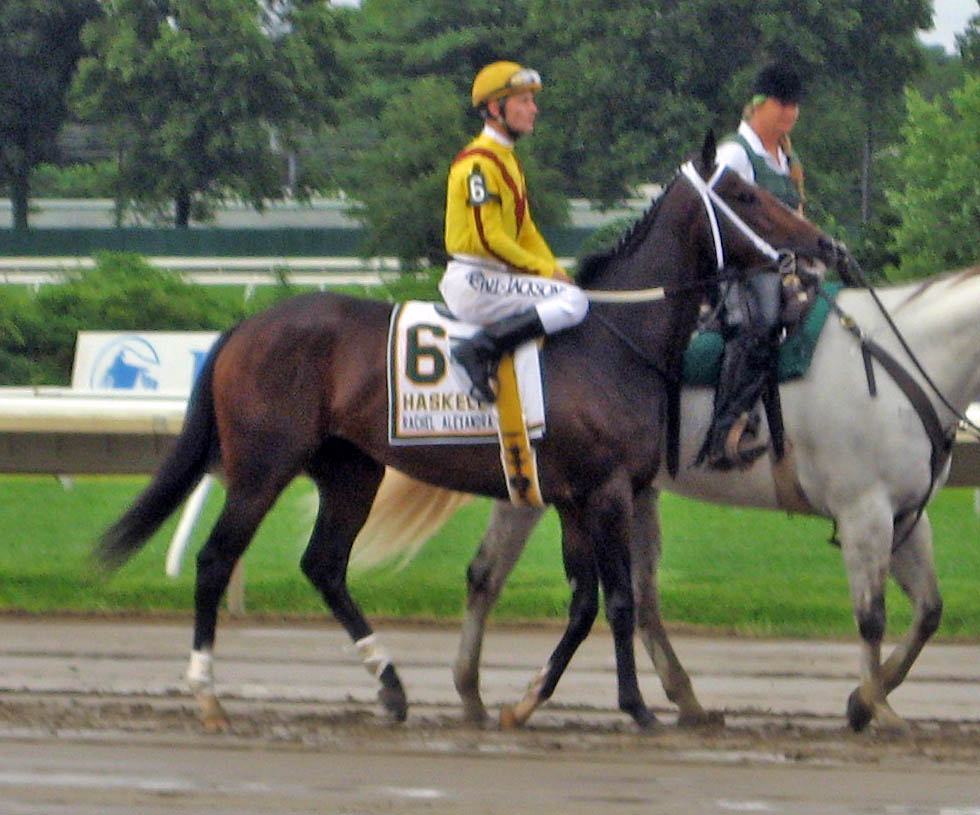
Rachel Alexandra

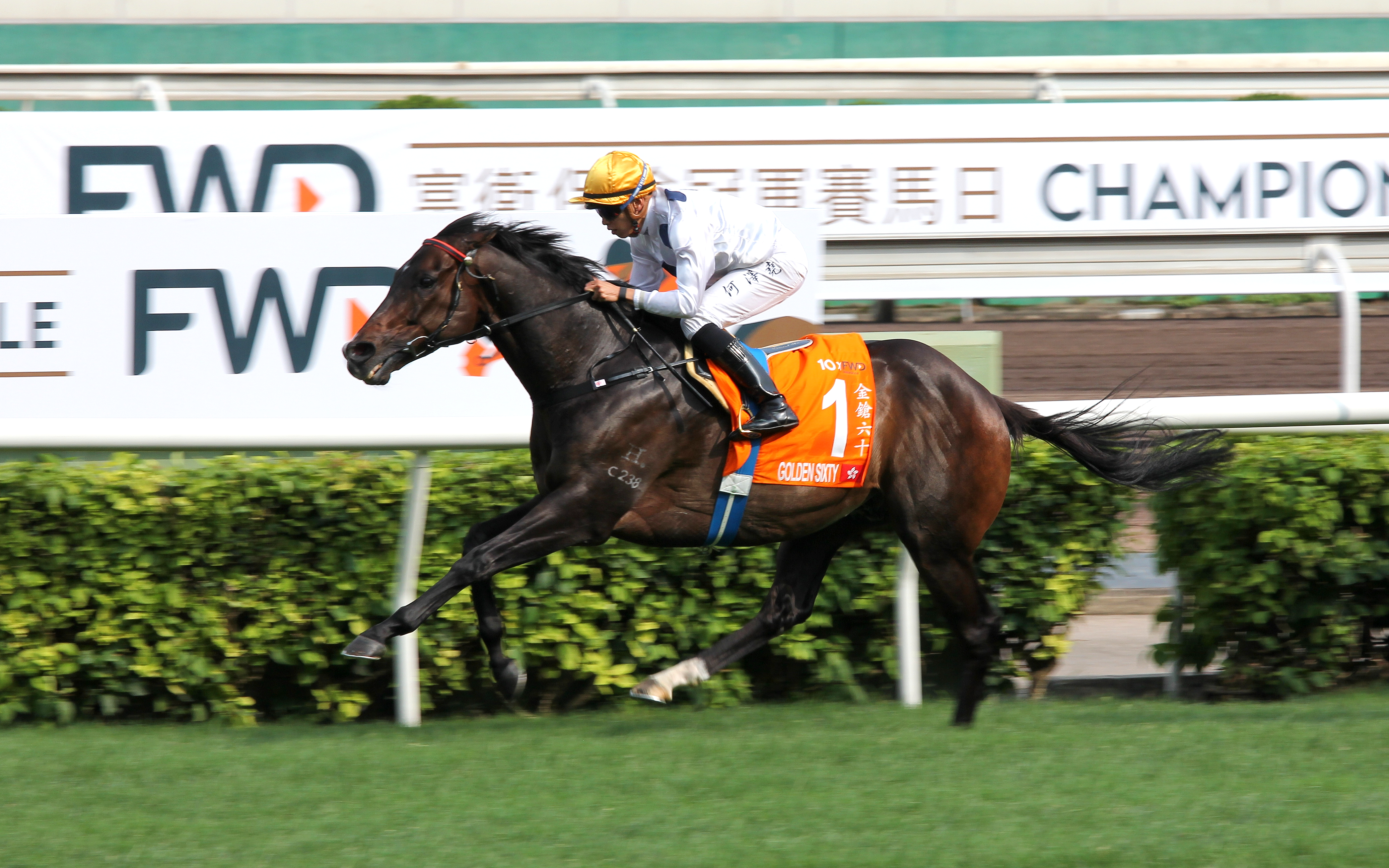
Golden Sixty

Peu après son retour de Dubaï, Medaglia d'Oro s'installe à Hill 'n' Dale Farms, où il est proposé au tarif de $ 35 000 la saillie. Un tarif assez élevé pour un cheval certes brillant en piste, doté d'un beau modèle, mais qui, au regard de son papier assez ordinaire, n'est pas un coup sûr au haras. Et pourtant, il va se montrer à la hauteur des attentes et plus encore, si bien que lorsqu'il est transféré en 2006 à Stonewall Stallions, il passe à $ 40 000 et quand ses premiers produits paraissent en piste, non seulement il est enrôlé par Darley Stud, la branche élevage du tout puissant Godolphin, mais son tarif explose : $ 100 000 en 2010. Mais le sire régnant désormais sur Jonabell Farm est un reproducteur exceptionnel, et les quatre vainqueurs de groupe 1 issus de sa première production, dont Rachel Alexandra qui a mis à la raison les mâles dans les Preakness Stakes, ont immédiatement lancé sa carrière. En 2017, sept de ses produits s'imposent au niveau groupe 1 (un exploit que seuls avant lui les grands Mr. Prospector, Danzig et Storm Cat avaient réussi aux États-Unis), dont deux lauréats de Breeders' Cup. Pour fêter l'événement, son tarif passe à $ 250 000 en 2018, ce qui fait de lui l'un des étalons les plus chers au monde. Medaglia d'Oro fait aussi la navette avec l'Australie, où il est proposé à Au$ 110 000. Tandis qu'il approche les 30 vainqueurs de groupe 1, on peut citer parmi ses meilleurs produits (avec le père de mère entre parenthèses) :
- Rachel Alexandra (Roar) : Kentucky Oaks, Woodward Stakes, Mother Goose Stakes, Haskell Invitational Handicap et première pouliche à remporter les Preakness Stakes depuis 1924. Cheval de l'année en 2009. Membre du Hall of Fame des courses américaines.
- Songbird (West Acre) : lauréate de neuf groupe 1, dont la Breeders' Cup Juvenile Fillies. Meilleure 2 ans de l'année en 2015, meilleure 3 ans de l'année en 2016.
- Golden Sixty (Distorted Humor) : Hong Kong Mile, Champions Mile, Steward's Cup. Le cheval le plus riche de l'histoire des courses.
- Vancouver (Danehill) : Golden Slipper. 2 ans australien de l'année (2014)
- New Money Honey (Distorted Humor) : Breeders' Cup Juvenile Fillies Turf, Belmont Oaks
- Bolt d'Oro (A.P. Indy) : Del Mar Futurity, FrontRunner Stakes
- Mshawish (Thunder Gulch) : Gulfstream Park Turf Handicap, Donn Handicap
- Cambier Parc (Point Given) : Del Mar Oaks, Queen Elizabeth II Challenge Cup Stakes
- Elate (Distorted Humor) : Alabama Stakes, Beldame Stakes
- Plum Pretty (A.P. Indy) : Kentucky Oaks, Apple Blossom Handicap
- Spirit of St Louis (Lemon Drop Kid) : Pegasus World Cup Turf, Turf Classic Stakes
- Talismanic (Machiavellian) : Breeders' Cup Turf
- Higher Power (Seattle Slew) : Pacific Classic
- Good Cheer (Street Sense) : Kentucky Oaks.

## Origines
El Prado, le père de Medaglia d'Oro, n'est pas le plus connu des fils de Sadler's Wells et des représentants de l'hégémonique lignée mâle de Northern Dancer, mais l'influence de cet Irlandais, vainqueur à 2 ans des National Stakes, est forte aux États-Unis, où il a obtenu un titre de tête de liste des étalons en 2002 (en bonne partie grâce à Medaglia d'Oro) et surtout donné deux étalons d'exception, Medaglia d'Oro et Kitten's Joy, quant à lui deux fois tête de liste, en 2013 et 2018 et père d'une quinzaine de lauréats de groupe 1 (dont Roaring Lion en Europe). Côté maternel, le pedigree de Medaglia d'Oro n'est pas vraiment couvert de paillettes et on cherche en vain des chevaux de premier plan en remontant les générations. Néanmoins sa mère Cappucino Bay a des vertus amélioratrices puisqu'elle a donné également plusieurs gagnants dont Naples Bay (Giant's Causeway), plusieurs fois placée au niveau groupe 3.

### Pedigree
| Origines de Medaglia d'Oro (USA), mâle bai brun né en 1999 | Origines de Medaglia d'Oro (USA), mâle bai brun né en 1999 | Origines de Medaglia d'Oro (USA), mâle bai brun né en 1999 | Origines de Medaglia d'Oro (USA), mâle bai brun né en 1999 |
| ---------------------------------------------------------- | ---------------------------------------------------------- | ---------------------------------------------------------- | ---------------------------------------------------------- |
| Père El Prado                                              | Sadler's Wells                                             | Northern Dancer                                            | Nearctic                                                   |
| Père El Prado                                              | Sadler's Wells                                             | Northern Dancer                                            | Natalma                                                    |
| Père El Prado                                              | Sadler's Wells                                             | Fairy Bridge                                               | Bold Reason                                                |
| Père El Prado                                              | Sadler's Wells                                             | Fairy Bridge                                               | Special                                                    |
| Père El Prado                                              | Lady Capulet                                               | Sir Ivor                                                   | Sir Gaylord                                                |
| Père El Prado                                              | Lady Capulet                                               | Sir Ivor                                                   | Attica                                                     |
| Père El Prado                                              | Lady Capulet                                               | Caps and Bells                                             | Tom Fool                                                   |
| Père El Prado                                              | Lady Capulet                                               | Caps and Bells                                             | Ghazni                                                     |
| Mère Cappucino Bay                                         | Bailjumper                                                 | Damascus                                                   | Sword Dancer                                               |
| Mère Cappucino Bay                                         | Bailjumper                                                 | Damascus                                                   | Kerala                                                     |
| Mère Cappucino Bay                                         | Bailjumper                                                 | Court Circuit                                              | Royal Vale                                                 |
| Mère Cappucino Bay                                         | Bailjumper                                                 | Court Circuit                                              | Cycle                                                      |
| Mère Cappucino Bay                                         | Dubbed In                                                  | Silent Screen                                              | Prince John                                                |
| Mère Cappucino Bay                                         | Dubbed In                                                  | Silent Screen                                              | Prayer Bell                                                |
| Mère Cappucino Bay                                         | Dubbed In                                                  | Society Singer                                             | Restless Wind                                              |
| Mère Cappucino Bay                                         | Dubbed In                                                  | Society Singer                                             | Social Position (Famille 9-b)                              |